# Jennifer Lienová
Jennifer Ann Lienová (* 24. srpna 1974 Palos Heights, Illinois) je americká herečka.
S hereckou kariérou začala v reklamách, v roce 1990 hrála studentku v jedné epizodě seriálu Brewster Place s Oprah Winfreyovou. V letech 1993 a 1994 hrála postavu Roanne v seriálu Phenom. Mezi lety 1995 a 1997 ztvárnila Ocampu Kes, jednu z hlavních postav prvních tří řad sci-fi seriálu Star Trek: Vesmírná loď Voyager. Jako Kes se zde objevila i v prvních dvou epizodách čtvrté sezóny a v jedné epizodě šesté řady. Ve druhé polovině 90. let dabovala agentku L v animovaném seriálu Men in Black: The Series či dospělou Vitani ve snímku Lví král 2: Simbův příběh. V roce 2003 se objevila v seriálu Battle Force: Andromeda.
Je vdaná za scenáristu a filmaře Phila Hwanga, se kterým má syna Jonaha (* 2002). Po jeho narození ukončila svoji kariéru herečky, nicméně je uvedena jako výkonná producentka v manželově snímku Geek Mythology (2008).